# Tày (langue)
Cet article concerne la langue tày. Pour ses locuteurs, voir Tày (peuple). Pour d'autres significations, voir Tay.
Le tày est une langue taï-kadaï, de la branche taï, parlée dans le Nord du Viêt Nam par la minorité Tày.

## Phonologie
Les tableaux présentent les phonèmes de la variété de tày de la province de Cao Bằng.

### Voyelles
Les voyelles sont prononcées longues sauf [ə] et [ɐ]. En position finale, [ɯː] devient une semi-voyelle: ʔbəɯ1 feuille:
|         | Antérieure | Centrale      | Postérieure   |
| ------- | ---------- | ------------- | ------------- |
| Fermée  | i [iː]     |               | ɯ [ɯː] u [uː] |
| Moyenne | e [eː]     | ə [ə] əː [əː] | o [oː]        |
| Ouverte | ɛ [ɛː]     | a [aː]        | ɐ [ɐ] ɔ [ɔː]  |

### Consonnes
Les consonnes sont:
|              |              | Bilabiales        | Alvéolaires | Alvéolaires | Postalv. | Dorsales | Dorsales | Glottales |
| ------------ | ------------ | ----------------- | ----------- | ----------- | -------- | -------- | -------- | --------- |
| Centrales    | Latérales    | Bilabiales        | Palatales   | Vélaires    | Postalv. |          |          | Glottales |
| Occlusives   | Sourde       | p [p] pj [pʲ]     | t [t]       |             |          |          | k [k]    |           |
| Occlusives   | Sonore       | b [b] bj [bʲ]     | d [d]       |             |          |          |          |           |
| Occlusives   | Aspirées     | ph [pʰ] phj [pʰʲ] | th [tʰ]     |             |          |          | kh [kʰ]  |           |
| Occlusives   | Glottale     | ʔb [ʔb] ʔbj [ʔbʲ] | ʔd [ʔd]     |             |          |          |          |           |
| Fricatives   | sourdes      | f [f]             | s [s]       | ɫ [ɫ]       |          |          | x [x]    | h [h]     |
| Fricatives   | Sonore       | v [v]             | z [z]       |             |          |          | ɣ [ɣ]    |           |
| Affriquées   | Affriquées   |                   |             |             | c [tʃ]   |          |          |           |
| Liquides     | Liquides     |                   | r [r]       | l [l]       |          |          |          |           |
| Nasales      | Nasales      | m [m]             | n [n]       |             |          | ɲ [ɲ]    | ŋ [ŋ]    |           |
| Semi-voyelle | Semi-voyelle | w [w]             |             |             |          | y [j]    |          |           |

### Tons
Le tày est une langue tonale, avec 6 tons.
|  | Ton |  | Valeur |  | Exemple |  | Traduction    |  |  |
|  | 1   |  | 53     |  | ma1     |  | chien         |  |  |
|  | 2   |  | 34     |  | khɛw2   |  | dent          |  |  |
|  | 3   |  | 43     |  | waj3    |  | briser        |  |  |
|  | 4   |  | 33     |  | mɐn4    |  | jeter un sort |  |  |
|  | 5   |  | 21     |  | waj5    |  | buffle        |  |  |
|  | 6   |  | 25     |  | nɐm6    |  | eau           |  |  |

## Sources
- (en) Hoàng Văn Ma, 1997, The Sound System of the Tày Language of Cao Bằng Province, Vietnam, dans Jerold A. Edmondson et David B. Solnit (Éditeurs), pp. 221-231, Comparative Kadai. The Tai Branch, Summer Institute of Linguistics, Dallas  (ISBN 1-55671-005-4)
- Édouard Jacques Joseph Diguet, 1895, Étude de la langue Taï: précédée d'une notice sur les races des hautes régions du Tonkin; comprenant grammaire, méthode d'ecriture Taï et vocabulaires Hanoï: F. L. Schneider